# Лоо
Лоо́ (произн. Лао́) — курортный поселок в Лазаревском районе муниципального образования «город-курорт Сочи» в Краснодарском крае.

## География
Поселок находится у побережья Чёрного моря, в устье одноимённой реки Лоо. Расположен в 44 км к юго-востоку от районного центра — микрорайона Лазаревское, в 26 км к северо-западу от Центрального Сочи и в 270 км к югу от города Краснодар (по дороге).
Через микрорайон проходит федеральная автотрасса А-147 «Джубга — Адлер» и железнодорожная ветка Северо-Кавказской железной дороги. В микрорайоне действует железнодорожная платформа Лоо. 
Граничит с землями населённых пунктов и микрорайонов: Нижняя Хобза на северо-западе, Горное Лоо на северо-востоке и Кучук-Дере на юго-востоке.
Лоо расположен в узкой приморской долине и с трёх сторон окружён горами и хребтами. Рельеф на территории микрорайона преимущественно холмистый. Средние высоты составляют около 30 метров над уровнем моря. Абсолютные высоты в окрестностях микрорайона превышают 300 метров над уровнем моря.
Гидрографическая сеть представлена в основном рекой Лоо. Полоса галечного пляжа тянется на 1,5 км в длину и около 40 метров в ширину.
Климат влажный субтропический. Среднегодовая температура воздуха составляет около +14,0°С, со средними температурами июля около +24,5°С, и средними температурами января около +6,5°С. Среднегодовое количество осадков составляет около 1500 мм. Основная часть осадков выпадает в зимний период.

## История
Название посёлка Лоо происходит от имени крупнейшего абазинского феодального рода Лау или Лоу (Лоовы), которые в период наибольшего расцвета Абхазского княжества владели этими территориями.
В горах, западнее Лоо на высоте примерно 300 метров сохранились развалины средневекового византийского храма VIII—IX веков. В нём сохранились северная стена здания, сложенного из известняковых блоков. Ширина храма составляет 11 метров, длина — 20 метров, толщина стен превышает один метр. По характеру кладки храм близок к Пицундскому и Лыхненскому храмам в Абхазии (см. Лооский храм).
До 1864 года в долине реки Лоо жили убыхи из общины Вардане. В низовьях реки находился аул Исмаила Баракая Дзепша — одного из предводителей убыхов в период Кавказской войны. После завершения Кавказской войны всё коренное население было депортировано в Османскую империю, в ходе масштабного мухаджирства. В результате долина реки Лоо в течение нескольких лет была безлюдной.
С 1872 года бассейн реки Лоо начали заселять русские, армянские и греческие переселенцы. Сама территория российским императором была включена в состав имения «Вардане», которая принадлежала великому князю Михаилу Николаевичу.
До 1920-х годов посёлок Лоо входил в состав Сочинского округа Черноморской губернии.
В 1923 году посёлок был включён в состав Адлерского района. Затем в 1945 году передан в состав Лазаревского района.
10 февраля 1961 года посёлок Лоо был включён в состав города-курорта Сочи, с присвоением населённому пункту статуса внутригородского микрорайона.
7 августа 2008 года на пляже Лоо произошёл теракт, в результате чего два человека погибли и 15 были ранены, ещё восемь человек были госпитализированы. Взрыв неустановленного взрывного устройства прогремел на городском пляже в 10:10 по московскому времени.

## Образование
- Средняя школа № 77 — ул. Астраханская, 5.

Школа носит имя Сергея Николаевича Щербакова, знаменитого сочинского краеведа.

## Спорт
На территории Лоо построен спортивный комплекс «Лоо-Арена», на базе которого можно проводить сборы и соревнования по 31 виду спорта. В состав комплекса входят:
- два футбольных поля, большое и малое,
- воркаут площадка,
- крытый спортивный зал,
- бассейн длиной 25 метров,
- уличные игровые площадки для детей
- а также SPA-комплекс[4].

## Курорты
Лоо является одной из крупнейших курортных зон на черноморском побережье России. В микрорайоне функционируют много санаториев, пансионатов, гостиниц, отелей, баз отдыха и т.д.

## Достопримечательности
Византийский храм — главная достопримечательность Лоо. Памятник средневековой архитектуры, относящийся к объектам культурного наследия России.

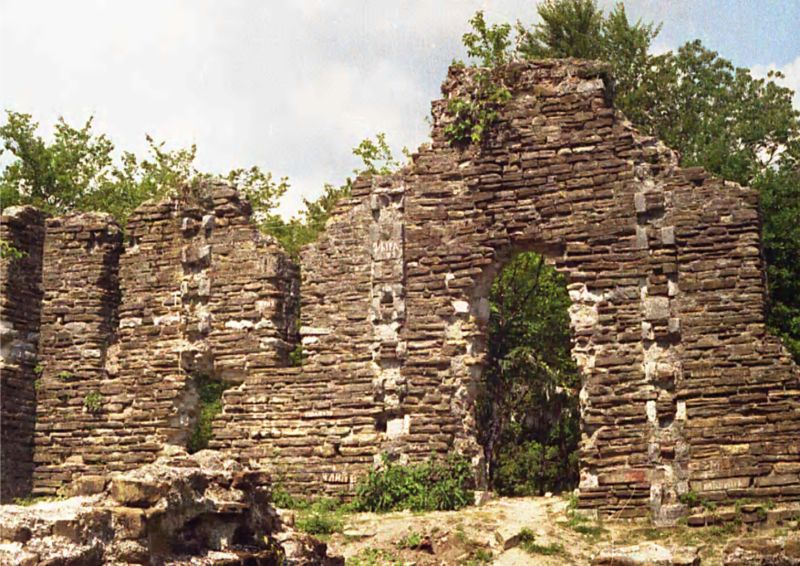
Храм

Храм расположен на горе, на территории Сочинского национального парка. К нему можно подъехать на автомобиле или пройти пешком, двигаясь вверх от побережья по улице Таллинской. В период с мая по сентябрь в дневное время порядок пребывания на территории храма контролирует представитель нац. парка, а за посещение достопримечательности взимается плата — 100 рублей.

## Экономика
Основными отраслями экономики в посёлке является туризм. Основной туристический сезон длится в период с мая по октябрь. Зимой более популярны экскурсии и маршруты в горы по долинам рек.
Пляжная зона в пределах микрорайона тянется на 6 километров в длину. В основном вся она покрыта галькой, с небольшими песчаными островами в местах наноса горными реками.

## Улицы
Главной улицей микрорайона является улица Декабристов, являющаяся частью федеральной автотрассы А-147.

| Азовская     |
| Алтайская    |
| Алычёвая     |
| Астраханская |
| Весенняя     |
| Восстания    |
| Грушёвая     |
| Декабристов  |

| Дружбы      |
| Жигулёвская |
| Керченская  |
| Круговая    |
| Ломанная    |
| Обходная    |
| Окружная    |
| Памирская   |

| Плодовая    |
| Пограничная |
| Прохладная  |
| Разина      |
| Связная     |
| Солнечная   |
| Таёжная     |
| Таллинская  |